# جنیفر سیمپسون
جنیفر سیمپسون (انگلیسی: Jennifer Simpson) ورزشکاری از کشور آمریکا است و به مدال برنز رشته دو و میدانی در بازی‌های المپیک تابستانی ۲۰۱۶ دست یافت.